# Ондирис (Уалихановский район)
Ондирис (каз. Өндіріс) — село в Уалихановском районе Северо-Казахстанской области Казахстана. Входит в состав Бидайыкского сельского округа. Код КАТО — 596435400.

## География
Расположено около озера Теке.

## Население
В 1999 году население села составляло 788 человек (404 мужчины и 384 женщины). По данным переписи 2009 года, в селе проживало 472 человека (230 мужчин и 242 женщины).